# Umbelina
Umbelina  è un nome proprio di persona italiano femminile. 

## Varianti
- Femminili: Ombelina[2]
- Maschili: Umbelino[2], Ombelino[2]

### Varianti in altre lingue
- Catalano: Hombelina[3]
- Latino: Umbelina[1]
- Spagnolo: Hombelina[3]

## Origine e diffusione
È un nome ormai caduto in disuso, ricordato perché venne portato da una beata Umbelina o Ombelina, che fu sorella di san Bernardo di Chiaravalle. Il nome ha origini germaniche, basato forse sulla radice hun (che richiama il popolo degli Unni oppure indica il cucciolo d'orso) o hund ("conduttore", "guida"). 

## Onomastico
L'onomastico è festeggiato il 12 febbraio (21 agosto sul martirologio cistercense) in ricordo della beata Umbelina o Ombelina, sorella di san Bernardo di Chiaravalle, badessa di Jully.